# 捷號作戰
捷號作戰（しょうごうさくせん）是太平洋戰爭中日本大本營立案的作戰計畫之一。

## 概要
馬里亞納海戰勝利的美軍，在1944年7月9日，占領塞班島。面臨絕對國防圈被突破，7月24日，大本營策定『陸海軍爾後之作戰指導大綱』。7月26日，陸海軍根據『陸海軍爾後之作戰指導大綱』將作戰命名為「捷號作戰」。名稱的「捷」字有勝戰之意。
捷號作戰依預想的決戰方面分成4區。
- 捷一號作戰 - 比島（日语：フィリピン）（菲律賓）方面
- 捷二號作戰 - 九州南部、南西諸島及台灣方面
- 捷三號作戰 - 本州、四國、九州方面及小笠原諸島方面
- 捷四號作戰 - 北海道方面

1944年10月18日，捷一號作戰在美軍進攻雷伊泰島時發動。捷二號作戰、捷三號作戰、捷四號作戰因作戰區域沒有受到美軍主力進攻所以未發動。未發動的作戰構成之後的天號作戰。

## 結果
此役日軍投入大部分殘存兵力，但是仍然在劣勢下大敗。首先，在前哨戰的台灣沖航空戰無法取得戰果，損失大量的飛機，導致海戰日軍沒有空中武力。其次，補給線受到盟軍攻撃，因此延遲對決戰預定地菲律賓的增援。最後發生計畫制定時和投入預定兵力的巨大差異。另外，戰果的誇大報告導致中央對情況認知的混亂。

## 關連項目
- 天號作戰
- 決號作戰